# 瀧安寺
瀧安寺（りゅうあんじ）は、大阪府箕面市にある本山修験宗の寺院。山号は箕面山（みのおさん）。本尊は弁財天で日本四弁財天の一つであるという。境内は箕面公園の中にある。また、宝くじの起源である富籤（とみくじ）発祥の地とされている。お金ではなく、お守りを配る古式に則った富籤を2009年（平成21年）に復活させ、毎年10月10日に行っている。

## 歴史
寺伝によれば、斉明天皇4年（658年）または一説に白雉元年（650年）に役小角が箕面滝の下で修業し、悟りを得たという。そこで滝の下に堂を建設し、我国の最初にして最古と伝えられている弁財天像を安置して「箕面寺」と命名したのが当寺の始まりであるという。
平安時代に後白河天皇が編纂したとされる『梁塵秘抄』には「聖のすみかは何処何処ぞ、箕面（瀧安寺）よ勝尾（勝尾寺）よ」と歌われている。後醍醐天皇が隠岐国に島流しになった際には、護良親王が当寺に帰還祈祷を依頼したという。その後、当寺は後醍醐天皇によって「瀧安寺」の勅額を賜って寺名を改めたとされる。
当寺は山岳霊場として栄え、最盛期には堂舎が80余りも存在していたという。
奈良時代の行基を始め、空海、聖宝、円珍、鎌倉時代の法然、日蓮、室町時代の蓮如など諸師達が当寺を訪れたという。
戦国時代には織田信長による兵火によって伽藍が焼失する。天正3年（1575年）に「富会」を挙行しているが、これを日本の宝くじ発祥とする見方もある。ただし祈願の目的とした瀧安寺の「箕面富」の記録は後述のように更に平安時代まで遡るものである。
本堂（弁天堂）は後水尾天皇の勅命によって明暦2年（1656年）に再建された。本尊は弁財天であるが、この弁財天は日本四弁財天に数えられるものである。
弁財天を祀っている所から芸能の寺としても知られ、近松門左衛門、坂田藤十郎ら上方歌舞伎関係者が大般若経を奉納している。
庫裏は元禄12年（1699年）に再建されたものであったが、2018年（平成30年）9月の台風21号によって倒木の被害を受け、後に解体撤去されている。

## 富くじ
鎌倉時代編纂の『夫木和歌抄』に収録された藤原兼隆（平安時代中期の公卿）の歌に、瀧安寺で行われていた「箕面富」について記されている。これによると、約950年前より古くから富籤の原型があったことになる。金銭を配るのではなく、当籤した者は「大福御守」が授けられたという。
戦国時代の天正3年（1575年）には「富会」が始まり、江戸時代に刊行された『摂津名所図会』にも、箕面富の賑わいが描かれている。明治時代初期に中止となり、「万人講くじ」と名称・形を変えて、2009年（平成21年）に箕面富が復活した。
現在行われている宝くじの源流とされる江戸時代の富籤は、この箕面富が発祥と考えられている。寺社が修繕資金を集めるため番号が入った富札を発売し、同じ番号の木札を箱に入れて期日に錐で突いて選び当籤者を決めた。

## 境内
- 本堂（弁天堂） - 神殿とも呼ばれる。明暦2年（1656年）に後水尾天皇によって寄進されたもの。神殿と拝殿から成る神社形式になっている[4]。本尊に弁財天像、脇尊に毘沙門天像と大黒天像を安置する。
  - 拝殿
- 大黒堂
- 行者堂（開山堂） - 奥殿。本堂同様に奥殿と拝殿から成る。主尊に役小角像、脇尊に不動明王像と蔵王権現像を安置する[4]。
  - 拝殿
- 役行者像
- 熊野三所権現社 - 熊野権現を祀る。
- 法筐堂
- 観音堂 - 2002年（平成14年）再建。中央に如意輪観音像（重要文化財）、左に弘法大師像、右に阿弥陀如来像を安置する[4]。
- 客殿 - 円満殿とも呼ばれる。箕面川を挟んで東の境内にある。元禄12年（1699年）再建。もともとは客殿と解体された庫裏を合わせて円満殿と呼んでいた[4]。
- 庭園 - 枯山水庭園。昭和時代（1926年 - 1989年）初期の作庭[6]。
- 鳳凰閣（国登録有形文化財） - 箕面川を挟んで東の境内にある。1917年（大正6年）に武田五一の設計によって建立[7][4]。
- 箕面滝 - 役⾏者お悟りの聖地。江戸時代までは当寺の境内地であった。滝壺の側に不動堂が建てられていた[4]。
- 天上ヶ岳 - 役行者昇天の聖地。奥の院[4]。
  - 役行者像 - 昭和時代（1926年 - 1989年）に安置されたもの[4]。
- 受付所
- 山門 - 光格天皇によって文化6年（1809年）に京都御所から移築されたもの[4]。

## 文化財

### 重要文化財
- 木造如意輪観音坐像 - 南北朝時代。

### 国登録有形文化財
- 鳳凰閣

### 大阪府指定有形文化財
- 富籤箱 一式 - 江戸時代。

### 箕面市指定有形文化財
- 瀧安寺文書 中世24点、近世157点 - 中・近世。
- 紺紙金銀字交書一切経 5巻 - 平安時代末期（中尊寺経の一部とされる）。
- 大般若経及び収納具 経典597巻、経櫃6櫃、経帙60帙 - 江戸時代中期。近松門左衛門、坂田藤十郎奉納。
- 大般若経（上林経）及び収納具 経典263巻、経帙22帙 - 江戸時代中期。
- 大般若経（版本）及び収納具 経典596巻、経帙55帙、経箱1点 - 江戸時代中期。

### その他
- 弁財天像 - 伝役小角奉納。日本四弁財天の1つという。
- 役小角像 - 室町時代。
- 不動明王像 - 鎌倉時代。
- 蔵王権現像 - 江戸時代。
- ラジオ塔[8] - 1939年（昭和14年）設置。

## 祭事・年中行事
- 4月15日の開山忌、7月7日と11月7日の行者堂法要には、採燈大護摩供と山伏大行列が行われる。
- 毎月7日の月次祭には護摩供と、周辺商店街では「箕面山七日市」と称する門前市が催される。
- 辨財天秋まつり「箕面富」（10月10日）。

## 前後の札所
摂津国八十八箇所
54 勝尾寺　-　55 瀧安寺（観音堂）　-　56 宝珠院
摂津国三十三所霊場
20 常福寺　-　21 瀧安寺（観音堂）　-　22 勝尾寺
西国七福神（弁財天）

## 所在地
- 大阪府箕面市箕面公園2-23

## アクセス
- 阪急電鉄箕面線 箕面駅より徒歩約15分。